# Strontium-90
Strontium-90 of 90Sr is een instabiele radioactieve isotoop van strontium, een aardalkalimetaal. De isotoop komt van nature niet op Aarde voor. Strontium-90 is een nevenproduct bij kernsplijting en wordt ook gevonden in fall-out. Dit kan gezondheidsproblemen veroorzaken, omdat deze radio-isotoop het calcium in botten kan vervangen. Dit kan leiden tot leukemie. Bij de kernramp van Tsjernobyl werd een groot gebied rond de kerncentrale besmet met deze isotoop.
Strontium-90 ontstaat onder meer bij het radioactief verval van rubidium-90.

## Radioactief verval
Strontium-90 vervalt door β−-verval tot de radio-isotoop yttrium-90:
{\displaystyle {\ce {{^{90}_{38}Sr}->{^{90}_{39}Y}+{e^{-}}+{\bar {\nu }}_{e}}}}
De halveringstijd bedraagt 28,8 jaar.

## Toepassingen
Net als onder andere kobalt-60, ruthenium-106 en plutonium-238 wordt strontium-90 gebruikt als nucleaire brandstof voor thermo-elektrische radio-isotopengeneratoren (RTG).
73Sr · 74Sr · 75Sr · 76Sr · 77Sr · 78Sr · 79Sr · 80Sr · 81Sr · 82Sr · 83Sr · 83mSr · 84Sr · 85Sr · 85mSr · 86Sr · 86mSr · 87Sr · 87mSr · 88Sr · 89Sr · 90Sr · 91Sr · 92Sr · 93Sr · 94Sr · 95Sr · 96Sr · 97Sr · 97m1Sr · 97m2Sr · 98Sr · 99Sr · 100Sr · 101Sr · 102Sr · 103Sr · 104Sr · 105Sr · 106Sr · 107Sr